# Badnongo
Ne doit pas être confondu avec Badnogo ou Badongo.
Badnongo est une localité située dans le département de Pensa de la province du Sanmatenga dans la région Centre-Nord au Burkina Faso.

## Éducation et santé
Le centre de soins le plus proche de Badnongo est le centre de santé et de promotion sociale (CSPS) de Zinibéogo tandis que le centre médical avec antenne chirurgicale (CMA) se trouve à Barsalogho et que le centre hospitalier régional (CHR) est à Kaya.
Badnongo possède deux écoles primaires publiques : l'une au bourg principal, l'autre à Silabila.